# Pieniądz zastępczy Oleśnicy
Pieniądz zastępczy Oleśnicy – bony, monety i żetony emitowane przez różne instytucje na przełomie II i III dekady XX wieku, wykorzystywane w celu zaspokojenia niedoboru pieniądza na rynku i zachowania płynności regulacji zobowiązań na terenie powiatu oleśnickiego.

## Tło
4 sierpnia 1914 roku Reichstag podjął działania prawne mające na celu zachowania kontroli państwa nad finansami i gospodarką. Zawieszono wymienialność pieniądza na złoto i zwiększono emisję banknotów, aby zapewnić płynność gotówkową i zabezpieczyć zapotrzebowania państwa na wydatki na czas I wojny światowej. Jednym z narzędzi mającym wspomóc te działania były kasy pożyczkowe (niem. Darlehnkassen), które uprawniono do emisji bonów (niem. Darlehnskassenscheine) o wartości 1,5 mld marek. Nie były one ustawowym środkiem płatniczym, ale musiały być i były honorowane przez urzędy państwowe oraz lokalne. Trwająca wojna i związane z nią wysiłki zbrojeniowe, żywieniowe i wojskowe powodowały zanik monet zdawkowych z obiegu. W tym celu trzy ministerstwa: finansów, spraw wewnętrznych oraz handlu i rzemiosła 8 maja 1917 roku zachęciły do emisji zastępczych znaków wartościowych. Tym samym obok bonów w obiegu znalazły się monety. Na początku października 1918 roku Bank Rzeszy zwrócił się z prośbą do władz gminnych, aby te przygotowane były do emisji pieniądza zastępczego na wypadek kryzysu. Z kolei 8 października, w związku z pogarszającą się sytuacją finansową państwa, ministrowie handlu i przemysłu, finansów i spraw wewnętrznych powtórzyli tę prośbę, a Bank Rzeszy uznał tymczasowe środki  płatnicze za chwilowo wspomagające płynność rynku finansowego. W ten sposób rząd upoważnił władze miejskie do emisji pieniądza zastępczego, ale bez udzielania zezwoleń pisemnych. W czerwcu 1920 roku zakazano bicia monet zastępczych, jednak ich emisje mające miejsce później wskazują, że nie respektowano tego zakazu. W dalszym ciągu emitowano papierowe znaki zastępcze, jednak od 1921 roku ich emisja i obieg były bardziej kontrolowane przez władze lokalne. W związku z kontrybucjami nałożonymi na Niemcy i słabnąca gospodarka sprawiły, że 17 lipca 1922 roku uchwalona przez Reichstag ustawa dotycząca wydawania i wycofywania pieniądza zastępczego upoważniała władze lokalne do udzielania zgody na emisję pieniądza zastępczego (niem. Notgeld), co miało ograniczyć niekontrolowany napływ tego pieniądza na rynek. Na emitentów nałożono także obowiązek określenia wartości emitowanych notgeldów. Od 1923 roku, kiedy wprowadzono w Niemczech markę rentową (Rentenmark) podjęto działania mające na celu wycofanie z obiegu pieniędzy zastępczych. Jednak oficjalny zakaz emisji, wydawania i przyjmowania pieniędzy zastępczych został wprowadzony 30 października 1931 roku.

## Notgeldy i monety

### Kaufmännischer Verein Oels
W 1918 roku, ze względu na brak monety zdawkowej na rynku, Związek Kupiecki (niem. der Kaufmännischer Verein Oels) wyemitował za zgodą władz dwie żelazne monety o nominałach pięć i dziesięć fenigów oraz bon o nominale 50 fenigów. 31 października tego samego roku lokalna gazeta „Lokomotive an der Oder” podała do wiadomości, że wspomniane monety oraz bon wejdą do obiegu lokalnego. Do ich wydania zostali upoważnieni udziałowcy i właściciele firm. Zostali oni zobligowani do wniesienia kaucji do niemieckiego banku centralnego (Reichsbank) na poczet zabezpieczenia wyemitowanych monet i bonu. Były one przeznaczone do regulowania należności w przedsiębiorstwach i instytucjach publicznych. Monety były wybijane przez mennicę Gebrüder Kugel & Fink z Lüdenscheid.
Łącznie Związek Kupiecki wyemitował pięć emisji bonów. Ich druk zlecono drukarni Grass, Barth & Comp. W. Friedrich Breslau. Pierwszy bon został wyemitowany w 1918 roku i jego nominał wynosił 50 fenigów. W 1920 roku wyemitowano bon 25-fenigowy. W tym samym roku, ale w październiku do obiegu wprowadzono nowy bon o nominale 50 fenigów. Kolejna emisja miała miejsce w marcu 1921 roku i zawierała notgeldy o nominałach 10 fenigów (w trzech odmianach) i 25 fenigów. Ostatnia emisja została wydrukowana w 1922 roku. Bony posiadały nominały 25, 50, 75 fenigów i jednej marki. Ich projektantką była najprawdopodobniej Helma Fischer.

#### Monety
| Wartość                 | Wizerunek | Charakterystyka |
| ----------------------- | --------- | --- |
| 5 fenigów               | grafika   | Awers: napis „A/KÄUFMANNISCHER/VREIN/OELS I. SCHL.” Rewers: cyfra 5, nad nią napis „KRIEGSGELD 1918”, pod nią napis „PFENNIG”, napisy rozdzielone z obu stron sześcioramiennymi gwiazdkami Data emisji: 1918 Materiał: żelazo Kształt: okrągły Średnica: 18,8 mm                                                     |
| 10 fenigów (odmiana I)  | grafika   | Awers: napis „A/KÄUFMANNISCHER/VREIN/OELS I. SCHL.” Rewers: cyfra 10, nad nią napis „KRIEGSGELD 1918”, pod nią napis „PFENNIG”, napisy rozdzielone z obu stron sześcioramiennymi gwiazdkami, których promienie skierowane są w dół Data emisji: 1918 Materiał: żelazo Kształt: okrągły Średnica: 21,6 mm lub 21,8 mm |
| 10 fenigów (odmiana II) | grafika   | Awers: napis „A/KÄUFMANNISCHER/VREIN/OELS I. SCHL.” Rewers: cyfra 10, nad nią napis „KRIEGSGELD 1918”, pod nią napis „PFENNIG”, napisy rozdzielone z obu stron sześcioramiennymi gwiazdkami, których promień skierowany jest w dół Data emisji: 1918 Materiał: żelazo Kształt: okrągły Średnica: 21,6 mm lub 21,8 mm |
| 10 fenigów (odmiana I)  | grafika   | Awers: napis „A/KÄUFMANNISCHER/VREIN/OELS I. SCHL.” Rewers: cyfra 10, nad nią napis „NOTGELD 1920”, pod nią napis „PFENNIG”, napisy rozdzielone z obu stron sześcioramiennymi gwiazdkami, których promień skierowany jest w dół Data emisji: 1920 Materiał: żelazo Kształt: okrągły Średnica: 19,8 mm                |
| 10 fenigów (odmiana II) | grafika   | Awers: napis „A/KÄUFMANNISCHER/VREIN/OELS I. SCHL.” Rewers: cyfra 10, nad nią napis „NOTGELD 1920”, pod nią napis „PFENNIG”, napisy rozdzielone z obu stron sześcioramiennymi gwiazdkami, których promień skierowany jest w dół Data emisji: 1920 Materiał: żelazo Kształt: okrągły Średnica: 19,8 mm                |

#### Notgeldy
| Nominał    | Wizerunek                              | Charakterystyka |
| ---------- | -------------------------------------- | --- |
| 50 fenigów |                                        | Awers: herb Oleśnicy, gilosz, nominał, podpisy, napisy „Gutschein für/Fünfzig Pfennig/Nur im verkehr f. Stadt un Kreis Oels/Oels i. Schl., am 1 Oktober 1918/Der Kaufmännische Verein Oels” i „Gültig bis zum Ablauf desjenigen Monats, der/auf den Monat flogt,in dem der Käufmanniche/Verein Oels zur Rückgabea ugefordert hat” Rewers: gilosz, nominał Data emisji: 01.10.1918 Wymiary: 78 × 50 mm Zabezpieczenia: brak Drukarnia: Grass, Barth & Comp. W. Friedrich Breslau |
| 25 fenigów |                                        | Awers: herb Oleśnicy, gilosz, nominał, podpisy, napisy „Gutschein für/Fünfzig Pfennig/Nur im verkehr f. Stadt un Kreis Oels/Oels i. Schl., am 1 März 1920/Der Kaufmännische Verein Oels” i „Gültig bis zum Ablauf desjenigen Monats, der/auf den Monat flogt,in dem der Käufmanniche/Verein Oels zur Rückgabe augefordert hat” Rewers: gilosz, nominał Data emisji: 01.03.1920 Wymiary: 80 × 50 mm Zabezpieczenia: brak Drukarnia: Grass, Barth & Comp. W. Friedrich Breslau    |
| 50 fenigów |                                        | Awers: herb Oleśnicy, nominał, podpisy, data i miejsce emisji, nazwa emitenta, napisy „Gültig bis zum Ablauf desjenigen Monats, der auf den Monat flogt/in dem der Käufmanniche Verein Oels zur Rückgabe augefordert hat.” Rewers: nominał, Brama Wrocławska Data emisji: 01.10.1920 Wymiary: 80 × 50 mm Zabezpieczenia: brak Drukarnia: Grass, Barth & Comp. W. Friedrich Breslau                                                                                              |
| 10 fenigów | (odmiana I)                            | Awers: herb Oleśnicy, widok na miasto, nominał, miejsce emisji Rewers: miejsce i data emisji, podpisy, nazwa emitenta, napis „Gültig bis zum Ablauf desj. Monats, der auf den Monat flogt in dem/der Käufmanniche Verein Oels zur Rückgabe augefordert hat” Data emisji: 01.03.1921 Wymiary: 50 × 80 mm Zabezpieczenia: brak Drukarnia: Grass, Barth & Comp. W. Friedrich Breslau                                                                                               |
| 10 fenigów | brak (odmiana II, czarno-pomarańczowa) | Awers: herb Oleśnicy, widok na miasto, nominał, miejsce emisji Rewers: miejsce i data emisji, podpisy, nazwa emitenta, napis „Gültig bis zum Ablauf desj. Monats, der auf den Monat flogt in dem/der Käufmanniche Verein Oels zur Rückgabe augefordert hat” Data emisji: 01.03.1921 Wymiary: 50 × 80 mm Zabezpieczenia: brak Drukarnia: Grass, Barth & Comp. W. Friedrich Breslau                                                                                               |
| 10 fenigów | (odmiana III)                          | Awers: herb Oleśnicy, widok na miasto, nominał, miejsce emisji Rewers: miejsce i data emisji, podpisy, nazwa emitenta, napis „Gültig bis zum Ablauf desj. Monats, der auf den Monat flogt in dem/der Käufmanniche Verein Oels zur Rückgabe augefordert hat” Data emisji: 01.03.1921 Wymiary: 50 × 80 mm Zabezpieczenia: brak Drukarnia: Grass, Barth & Comp. W. Friedrich Breslau                                                                                               |
| 25 fenigów |                                        | Awers: nominał, data i miejsce emisji, nazwa emitenta, podpisy, napis „Gültig bis zum Ablauf desjeden Monats,/der auf den Monat flogt/in dem der Käufmanniche Verein Oels zur/Rückgabe augefordert h.” Rewers: nazwa miasta, nominał, widok na Zamek Książęcy Data emisji: 01.03.1921 Wymiary: 60 × 84 mm Zabezpieczenia: brak Drukarnia: Grass, Barth & Comp. W. Friedrich Breslau                                                                                             |
| 25 fenigów |                                        | Awers: herb Oleśnicy, nominał, nazwa emitenta, podpisy, napis „Dieser Scheinwird/ein Monat n. öffentl./Aufforderung zur/Rückgabe ungültig.” Rewers: nominał, widok na dziedziniec Zamku Książęcego Data emisji: 1922 Wymiary: 65 × 98 mm Zabezpieczenia: brak Drukarnia: Grass, Barth & Comp. W. Friedrich Breslau |
| 50 fenigów |                                        | Awers: herb Oleśnicy, nominał, nazwa emitenta, podpisy, napis „Dieser Scheinwird/ein Monat n. öffentl./Aufforderung zur/Rückgabe ungültig.” Rewers: widok na nieistniejącą obecnie zabudowę ul. Bocianiej Data emisji: 1922 Wymiary: 65 × 98 mm Zabezpieczenia: brak Drukarnia: Grass, Barth & Comp. W. Friedrich Breslau |
| 75 fenigów |                                        | Awers: herb Oleśnicy, nominał, nazwa emitenta, podpisy, napis „Dieser Scheinwird/ein Monat n. öffentl./Aufforderung zur/Rückgabe ungültig.” Rewers: nominał, widok na Ratusz Data emisji: 1922 Wymiary: 65 × 98 mm Zabezpieczenia: brak Drukarnia: Grass, Barth & Comp. W. Friedrich Breslau |
| 1 marka    |                                        | Awers: herb Oleśnicy, nominał, nazwa emitenta, podpisy, napis „Dieser Scheinwird/ein Monat n. öffentl./Aufforderung zur/Rückgabe ungültig.” Rewers: nominał, widok na Kościół Zamkowy Data emisji: 1922 Wymiary: 65 × 95 mm Zabezpieczenia: brak Drukarnia: Grass, Barth & Comp. W. Friedrich Breslau |

### Kreiskommunalkasse Oels i Stadthauptkasse Oels
5 października 1922 roku Kasa Komunalna Powiatu Oleśnickiego (die Kreiskommunalkasse Oels) i Kasa Główna Miasta (die Stadthauptkasse Oels) wyemitowały bony o nominałach 100 i 500 marek. Początkowo bony 100-markowe nie posiadały oznakowania serii oraz numerów. Jednak w celu zwiększenia kontroli nad emisją i obiegiem postanowiono wprowadzić takie oznakowanie dla bonów o tym nominale. Na każdą serię bonów składało się 50 000 sztuk notgeldów. Bony sygnowane były przez przedstawicieli powiatu i miasta. Na rewersie umieszczono zakaz fałszowania bonów i ewentualny wymiar konsekwencji grożący za fałszerstwo. Bony drukowane były przez Carl Flemming – C. T. Wiskott AG z Głogowa.
| Nominał   | Wizerunek      | Charakterystyka |
| --------- | -------------- | --- |
| 100 marek | awers - rewers | Awers: zdobienia w formie herbu Oleśnicy i rozet, nominał, napis „Die Kreiskommunalkasse Oels/oder die Stadthauptkasse Oels/zahlen gegen diesen Schein an den inhaber/Einhundert Mark/Die Gültikeit dieses Kassenscheines erlischt mit dem/öffentlich bekannt zu gebenden Zeitpunkt./Oels i. Schles., den 5 Oktober 1922”, podpisy, numery serii i bonu Rewers: widok na oleśnicki Ratusz, nominał, zakaz fałszowania bonów: „Wer Kassenscheine nachmacht oder verfälscht oder nach-/gemachte oder gefälshte sich beschafft und in den Verkehr/bringt, wird mit Zuchthaus nicht unter zwei Jahren bestraft” Data emisji: 5 października 1922 Wymiary: 94 ×139 mm Zabezpieczenia: znak wodny, numeracja serii (A–F) Drukarnia: Carl Flemming – C. T. Wiskott A. – G. Glogau Berlin Breslau   |
| 500 marek | awers - rewers | Awers: zdobienia w formie herbu Oleśnicy i rozet, nominał, napis „Die Kreiskommunalkasse Oels/oder die Stadthauptkasse Oels/zahlen gegen diesen Schein an den inhaber/Einhundert Mark/Die Gültikeit dieses Kassenscheines erlischt mit dem/öffentlich bekannt zu gebenden Zeitpunkt./Oels i. Schles., den 5 Oktober 1922”, podpisy, numery serii i bonu Rewers: widok na budynek starostwa, nominał, zakaz fałszowania bonów: „Wer Kassenscheine nachmacht oder verfälscht oder nach-/gemachte oder gefälshte sich beschafft und in den Verkehr/bringt, wird mit Zuchthaus nicht unter zwei Jahren bestraft” Data emisji: 5 października 1922 Wymiary: 100 ×149 mm Zabezpieczenia: znak wodny, numeracja serii (A–B) Drukarnia: Carl Flemming – C. T. Wiskott A. – G. Glogau Berlin Breslau |

### Kantyna 6 pułku piechoty
Po 1920 roku w koszarach 6 pułku piechoty w Oleśnicy Otto Grauel otworzył kantynę w wykupionym budynku pokoszarowym. Świadczyła ona usługi gastronomiczne dla żołnierzy w jednostce. Problemy związane z brakiem drobnej monety na rynku sprawiły, że Grauel wyemitował monety o wartości 10 fenigów na potrzeby funkcjonowania kantyny.
| Wartość                            | Wizerunek | Charakterystyka |
| ---------------------------------- | --------- | --- |
| 10 fenigów (odmiana I, wariant I)  | grafika   | Awers: napis „KANTINE/Jäger Rgt./6./O.GRAUEL”, przy obrzeżu obwódka z pereł Rewers: wartość, przy obrzeżu obwódka z pereł Materiał: brąz Kształt: okrągły Średnica: 21 mm                     |
| 10 fenigów (odmiana I, wariant II) | grafika   | Awers: napis „KANTINE/Jäger Rgt./6./O.GRAUEL”, przy obrzeżu obwódka z pereł Rewers: wartość, przy obrzeżu obwódka z pereł Materiał: cynk Kształt: oktagonalny Średnica: 21,3 mm               |
| 10 fenigów (odmiana II)            | grafika   | Awers: napis „KANTINE/Jäger Rgt./6./O.GRAUEL”, wokół napisu okrągła obwódka z pereł Rewers: wartość, wokół wartości okrągła obwódka z pereł Materiał: cynk Kształt: okrągły Średnica: 22,4 mm |

### Lebensmittel Magazin
W 1918 roku znajdujący się przy dzisiejszej ul. Młynarskiej skład spożywczy wyemitował na własne potrzeby monetę o nominale jednego feniga. Brak szczegółowych danych na temat charakterystyki monety.
| Wartość | Wizerunek | Charakterystyka                                                                        |
| ------- | --------- | -------------------------------------------------------------------------------------- |
| 1 fenig | brak      | Awers: b.d. Rewers: b.d. Data emisji: 1918 Materiał: b.d. Kształt: b.d. Średnica: b.d. |

## Żetony gazowe i energetyczne
Żetony emitowane były w Niemczech w ścisłym powiązaniu z emitentem. Ich nominał wykraczał poza przyjęte w obowiązującym systemie monetarnym wartości i stanowił określone dobro, które mógł zaoferować emitent w zamian za ustaloną liczbę żetonów. I wojna światowa doprowadziła jednak do zaniku drobnych monet na rynku, co doprowadziło do upowszechnienia się emisji żetonów gazowych i energetycznych. Można je było nabyć w kasach zakładów, a po jakimś czasie żetony wybierano i wracały do kasy.
Za dystrybucję gazu i energii elektrycznej w Oleśnicy odpowiadały Zakłady Miejskie, jednak emitentem żetonów był najprawdopodobniej magistrat, któremu zakłady te podlegały (na awersach widoczne są tylko herby miasta). Dodatkowo na żetonach nie występowało odwołanie do żadnego z zakładów. Nie wiadomo też, kiedy żetony te zostały wyemitowane, ani ile określonego dobra można było za nie nabyć. Pierwotnie automaty gazowe w Oleśnicy uruchamiane były przy pomocy monet o nominale 10 fenigów (1 m³ gazu).
| Rodzaj                    | Wartość | Wizerunek | Charakterystyka |
| ------------------------- | ------- | --------- | --- |
| Żeton gazowy (odmiana I)  | brak    | grafika   | Awers: herb Oleśnicy, przy obrzeżu obwódka sznurkowa Rewers: w środku pola napis „Nur für/MÜNZGAS-/MESSER”, nad i pod napisem po jednej sześcioramiennej gwieździe, przy obrzeżu obwódka sznurkowa Materiał: cynk Kształt: okrągły Średnica: 22,4 mm |
| Żeton gazowy (odmiana II) | brak    | brak      | Awers: herb Oleśnicy Rewers: w środku pola napis „- Nur -/FÜR MÜNZGAS-/MESSER GILTIG”, nad i pod napisem po jednej ozdobie, przy obrzeżu obwódka z pereł Materiał: cynk Kształt: okrągły Średnica: 22,2 mm                                           |
| Żeton energetyczny        | brak    | brak      | Awers: herb Oleśnicy, przy obrzeżu obwódka sznurkowa Rewers: punca z literą E w elipsie Materiał: cynk Kształt: okrągły Średnica: 22,4 mm |